# 弗勒里拉福雷
弗勒里拉福雷（法語：Fleury-la-Forêt，法語發音：[flœʁi la fɔʁɛ]）是法国厄尔省的一个市镇，属于莱桑德利区。

## 地理
弗勒里拉福雷（49°25'10"N, 1°33'17"E）面积7.85 平方千米，位于法国诺曼底大区厄尔省，该省份为法国北部内陆省份，北起滨海塞纳省，西接奧恩省和卡爾瓦多斯省，南至厄尔-卢瓦省，东临瓦兹省、瓦兹河谷省和伊夫林省。
与弗勒里拉福雷接壤的市镇（或旧市镇、城区）包括：利翁地区博菲塞、博康坦、利利、洛尔洛、贝藏库尔、拉弗伊。

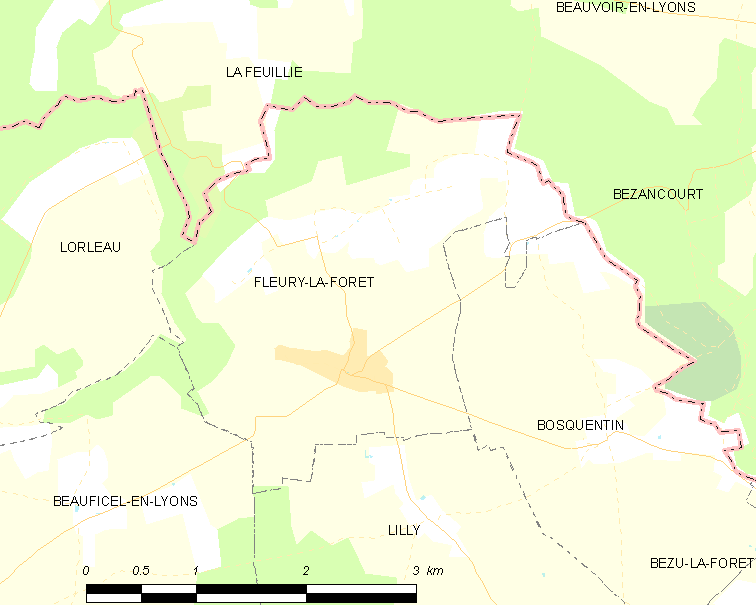
弗勒里拉福雷的OSM定位图

弗勒里拉福雷的时区为UTC+01:00、UTC+02:00（夏令时）。

## 行政
弗勒里拉福雷的邮政编码为27480，INSEE市镇编码为27245。

## 政治
弗勒里拉福雷所属的省级选区为昂代勒河畔罗米伊县。

## 人口

1962-2008年间弗勒里拉福雷人口变化图示

弗勒里拉福雷于2022年1月1日时的人口数量为289人。